# Celuloid

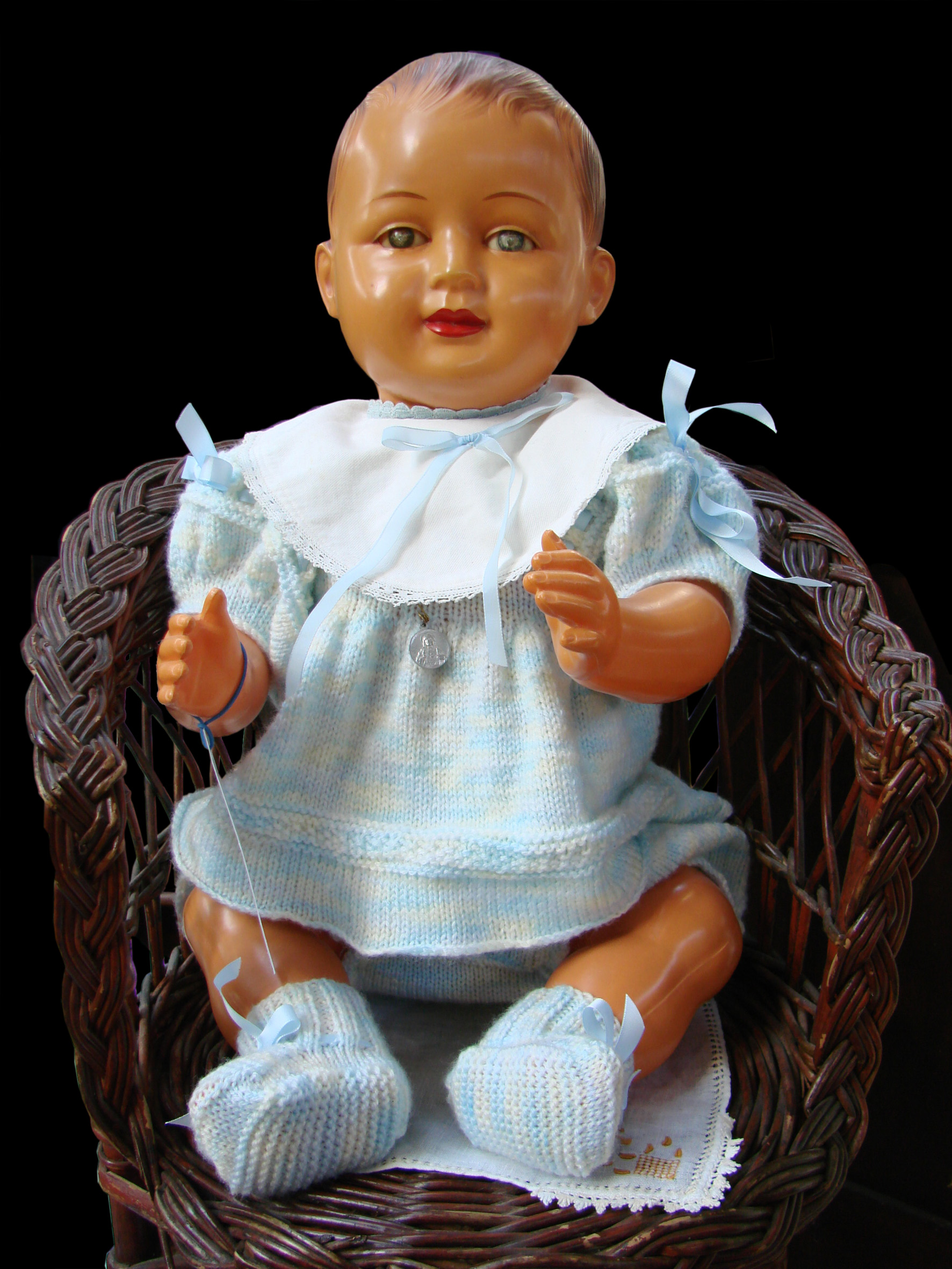
Lalka wykonana z celuloidu

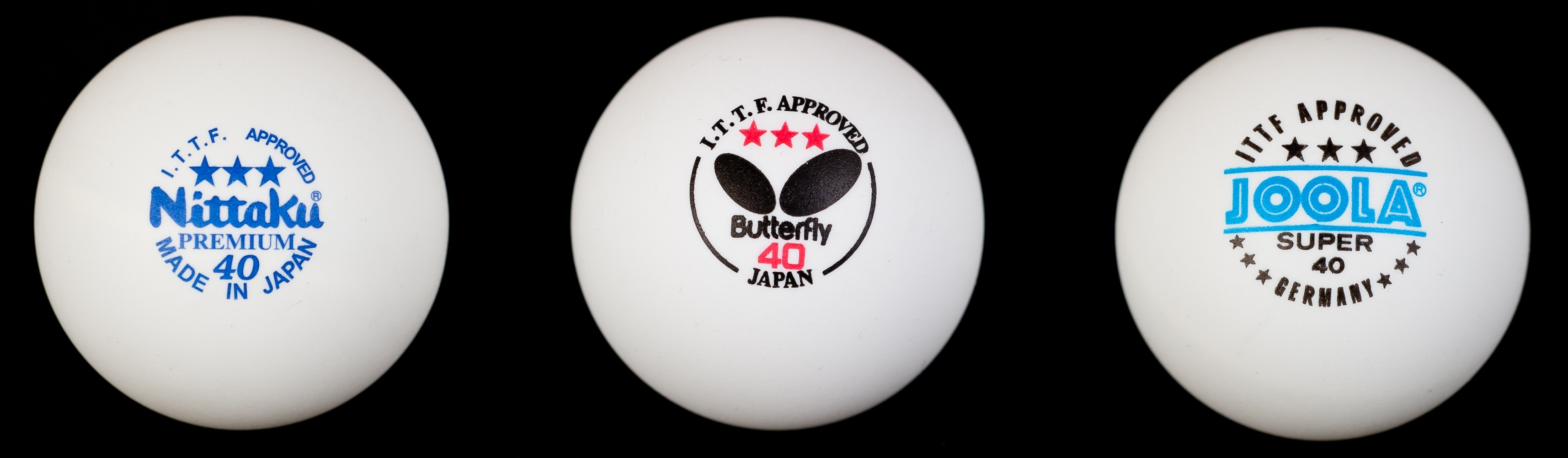
Celuloidowe piłeczki do tenisa stołowego

Celuloid – najstarsze termoplastyczne (mięknie w temp. ok. 90 °C) tworzywo sztuczne. W jego skład wchodzą: nitroceluloza (70–74%), kamfora (20–30%) oraz barwniki i wypełniacze (1,5–3%). Tworzywo to otrzymuje się przez plastyfikację azotanu celulozy w kamforze. Jest ono łatwopalne, a także mało odporne na działanie związków chemicznych oraz światła. Rozpuszcza się w estrach, ketonach oraz mieszaninie alkoholu z eterem.
Technologia produkcji celuloidu została opatentowana przez braci J. Hyatta i I. Hyatta w 1870.

## Zastosowanie
Dawniej celuloid był powszechnie stosowany w przemyśle galanteryjnym, przy produkcji zabawek, taśm filmowych, błon fotograficznych, piór wiecznych oraz wielu innych artykułów codziennego użytku (np. piłeczek pingpongowych). Obecnie rzadko używa się tego tworzywa. Jest ono wycofywane z produkcji i zastępowane mniej łatwopalnymi materiałami m.in. acetyloceluloidem, który jest termoplastycznym tworzywem tworzonym na podstawie octanu celulozy i jest niepalny.